# Sheng Keyi
Sheng Keyi (盛可以, Yiyang, 4 de julio de 1973) es una novelista, escritora de relatos y artista china contemporánea.

## Biografía
Sheng Keyi es una novelista china contemporánea, nació en un pueblo remoto de Yiyang, Hunan. Trabajó en una empresa de seguros, como reportera y editora, entre muchas otras ocupaciones.
Las obras de Sheng representan la vida real de los pobres de China, la supervivencia de las mujeres y situaciones que giran en torno al espíritu humano, escritas en un lenguaje violento, entusiasta y experimental. Sus obras han sido elogiadas por sus compañeros autores chinos Mo Yan, Yan Lianke y Yu Hua, y ha sido reseñada y entrevistada en publicaciones internacionales como New York Review of Books, The Guardian, Wall Street Journal, y LA Review of Books . Ha recibido numerosos premios, incluido el Chinese People's Literature Prize, el Premio Yu Dafu de Ficción, el Chinese Literature Media Award y el Premio a los 20 mejores novelistas del futuro. Su obra ha sido traducida al inglés y a muchos otros idiomas, entre otros francés, italiano, español, alemán, sueco, ruso, checo, polaco, japonés y coreano.
Sus obras incluyen las novelas Northern Girls, Death Fugue y Wild Fruit, así como la novela corta Paradise y varias colecciones de cuentos. Northern Girls, publicado en inglés por Penguin en 2012, y fue preseleccionado para el Premio Literario Man Asian.  La Fuga de la Muerte, cuya publicación está prohibida en China continental, es una alegoría política que “recuerda El mundo feliz de Aldous Huxley”, según The New York Times, y “en una tradición que incluye a George Orwell, Aldous Huxley, Philip K. Dick, Margaret Atwood y otros críticos entusiastas de la locura humana”, según The Washington Post . 
Las tres novelas recientes de Sheng, The Womb, The Metaphor Detox Center y Maid's Notes, son parte de una trilogía sobre el destino de las mujeres. Sin embargo, The Metaphor Detox Center sigue no disponible en China continental y fue publicado por la editorial taiwanesa Linking Publishing.

## Lista de obras
Selección de colecciones de novelas y narrativa corta
- Fields of White (《白草地》), Shanghai: Harvest Magazine, 2010. Edición en inglés traducida por Shelly Bryant: Penguin Specials (2014)ISBN 9780734310507 .
- Leaving a Room for You (《留一个房间给你用》), Beijing: Peking Yanshan Press, 2012.
- Why is Spring Still Not Coming? (《春天怎么还不来》), Shanghai: Shanghai Translation Publishing House, 2014.
- Paradise (《福地》), Shanghai: Harvest Magazine, 2016.
- Nostalgia for the Homeland (《怀乡书》), Beijing: Peking University Press, 2018.
- Heavy Body (《沉重的肉身》), Beijing: Editorial de Literatura Popular, 2021.

Novelas seleccionadas
- Water and Milk (《水乳》), Shenyang: Chunfeng Literature and Arts, 2003.
- Nothern Girls (《北妹》), Wuhan: Changjiang Literature Press, 2004. Edición en inglés traducida por Shelly Bryant: Viking Press (2012)ISBN 9780670076161 .
- Ode to Virtue (《道德颂》), Shanghai: Literature and Arts, 2007.
- Death Fugue (《死亡赋格》), inédita en China. Taipei: INK Publishing, 2012. Ediciones en inglés traducidas por Shelly Bryant: Giramondo Publishing (2014)ISBN 9781922146625 y Restless Books (2021)ISBN 9781632062925 .
- The Jellyfish (《水母》), Hefei: Anhui Literature and Arts, 2012.
- Wild Fruit (《野蛮生长》), Beijing: Literatura de octubre, 2014. Edición en inglés traducida por Shelly Bryant: Viking Press (2018)ISBN 9780734399014 .
- The Metaphor Detox Center (《锦灰》), inédito en China. Taipei: Linking Publishing, 2018.
- The Womb (《子宫》), Taipei: Chiu Ko Publishing, 2019. Publicado como Breathing Earth (《息壤》, xirang ) en Beijing: People's Literature Publishing House, 2020.
- Maid's Notes (《女佣手记》), Beijing: October Literature, 2020.